# 福尔卡尔德
43°24′28″N 1°47′13″E / 43.4076639°N 1.786977°E
福尔卡尔德（法語：Folcarde）是法国上加龙省的一个市镇，属于图卢兹区（Toulouse）洛拉盖自由城县（Villefranche-de-Lauragais）。该市镇总面积2.33平方公里，2009年时的人口为124人。

## 人口
福尔卡尔德人口变化图示